# هیروشی هایانو
هیروشی هایانو (انگلیسی: Hiroshi Hayano؛ زادهٔ ۱۴ نوامبر ۱۹۵۵) بازیکن فوتبال اهل ژاپن است.
از باشگاه‌هایی که در آن بازی کرده‌است می‌توان به باشگاه فوتبال یوکوهاما مارینوس اشاره کرد.